# Akhmim
Akhmim (arabisk: أخميم, ar; akhmimisk: ⳉⲙⲓⲙ, cop; Sahidic/Bohairic  koptisk: ϣⲙⲓⲛ cop) er en by i Sohag guvernement i Øvre Egypten. De gamle grækere kaldte den Khemmis eller Chemmis (græsk: Χέμμις) eller og Panopolis (Πανὸς πόλιςP) og Πανόπολις.) Den ligger på østbredden af Nilen, 6 km nordøst for Sohag.

## Historie
Akhmim var kendt i Det gamle Egypten som Ipu, Apu (ifølge Brugsch er navnet relateret til den nærliggende landsby Kafr Abou) eller Khent-min. Det var hovedstaden i det niende (Khemmite) nome i Øvre Egypten.
Byen er  nævnt som hjemby for Yuya, embedsmanden for Tuthmosis 4. og Amenhotep 3.
Den ithyfalliske gud, Min (som grækerne identificerede med Pan) blev her tilbedt som "den stærke Horus." Herodotus nævner templet dedikeret til Perseus og hævder, at Chemmis var bemærkelsesværdig for at være heltens fødested, hvor der blev holdt festligheder og lege til hans ære på grækernes måde; hvor der blev uddelt præmier. Faktisk kendes nogle repræsentationer af nubiere og folk fra Punt (sydlige kystnære Sudan og Eritrean-kysten), der klatrer op ad pæle foran guden Min.
Min var især en gud for ørkenruterne i den østlige del af Egypten, og handelsstammerne er sandsynligvis blevet samlet til hans festivaler for forretning og fornøjelse i Koptos  endnu mere end ved Akhmim. Herodot forvekslede måske Koptos med Chemmis. Strabo nævner linnedvævning og stenskæring som antikke industrier i Panopolis, og det er ikke helt tilfældigt, at Akhmim kirkegård er en af hovedkilderne til de smukke tekstiler fra romerske og kristne tider, som er hentet fra Egypten.